# Осипов Володимир Васильович
Володимир Васильович Осипов (нар. 20 серпня 1933, село Плещеєво Наро-Фомінського району Московської області, тепер Російська Федерація) — радянський військовий діяч, генерал-полковник, командувач військ Київського військового округу. Депутат Верховної Ради УРСР 10-го скликання. Член ЦК КПУ у 1986—1991 роках. Депутат Верховної Ради СРСР 11-го скликання. Народний депутат СРСР у 1989—1991 роках. Кандидат у члени ЦК КПРС у 1986—1989 році. Член ЦК КПРС у 1989—1990 роках.

## Біографія
Народився в селянській родині. У Радянській армії з 1951 року.
У 1954 році закінчив Київське об'єднане училище самохідної артилерії.
З 1954 року — командир взводу САУ, командир розвідувального взводу, командир танкового взводу, командир танкової роти Далекосхідного військового округу.
Член КПРС з 1958 року.
У 1968 році закінчив Військову академію бронетанкових військ.
З 1968 року — начальник штабу — заступник командира полку, з 1971 року — командир танкового полку, з 1972 року — заступник командира танкової дивізії Білоруського військового округу.
У 1975 році закінчив Військову академію Генерального штабу Збройних Сил СРСР імені Ворошилова.
Командував танковою і мотострілецькою дивізіями. У 1977—1978 роках — начальник штабу — 1-й заступник командувача армією.
У травні 1978 — січні 1981 року — командувач 6-ї гвардійської танкової армії Київського військового округу.
У січні 1981 — травні 1983 року — командувач 1-ї гвардійської танкової армії Групи радянських військ в Німеччині.
У травні 1983 — серпні 1984 року — 1-й заступник командувача військ Червонопрапорного Київського військового округу.
У серпні 1984 — січні 1989 року — командувач військ Червонопрапорного Київського військового округу.
У січні 1989 — березні 1992 року — головнокомандувач військ Південно-Західного напрямку (місто Кишинів). У березні — червні 1992 року — командувач військ Південно-Західного напрямку (місто Кишинів, Республіка Молдова).
З лютого 1993 року — в запасі.

## Звання
- генерал-майор танкових військ;
- генерал-лейтенант танкових військ (5.05.1980);
- генерал-полковник (29.10.1984).

## Нагороди
- орден Червоного Прапора
- орден Червоної Зірки
- орден «За службу Батьківщині у Збройних Силах СРСР» II ступеня
- орден «За службу Батьківщині у Збройних Силах СРСР» III ступеня
- медалі